# Loupe
Pour les articles homonymes, voir Loupe (homonymie).
Pour l’article ayant un titre homophone, voir Loop.
 (mai 2021).
Si vous disposez d'ouvrages ou d'articles de référence ou si vous connaissez des sites web de qualité traitant du thème abordé ici, merci de compléter l'article en donnant les références utiles à sa vérifiabilité et en les liant à la section « Notes et références ».

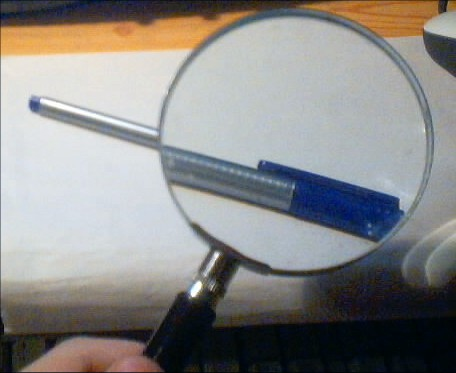
Une loupe grossissant l'image d'un stylo.

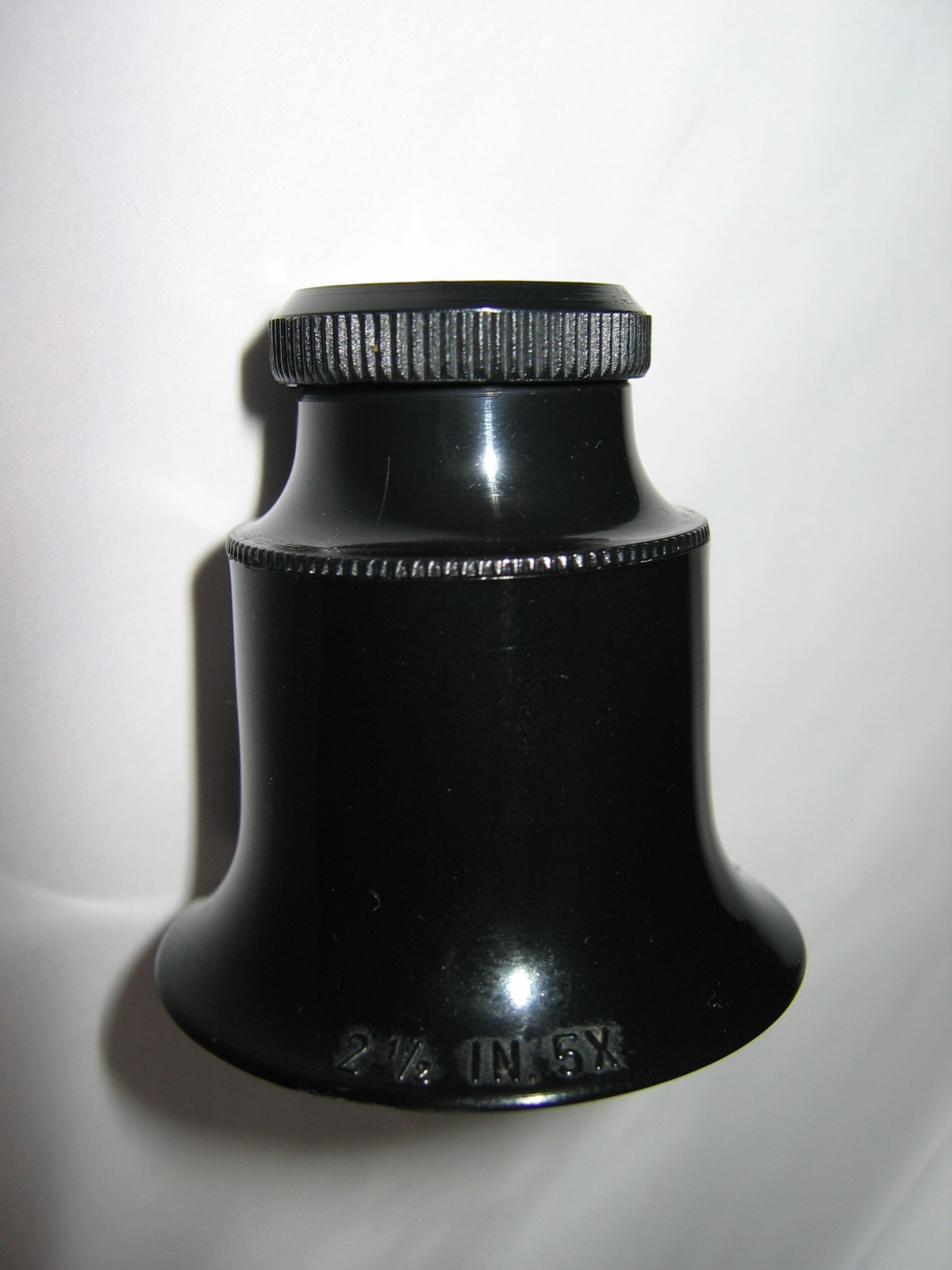
Loupe oculaire d'horloger.

Une loupe est un instrument d'optique subjectif constitué d'une lentille convexe permettant d'obtenir d'un objet une image agrandie. La loupe est la forme la plus simple du microscope optique, qui, lui, est constitué de plusieurs lentilles : l'objectif et l'oculaire et d'un système d'éclairage élaboré complété d'un condenseur de lumière rendant le fond uni sans image parasite, et qui répond à la définition de système dioptrique centré.

## Histoire
La loupe est connue dès l'Antiquité. Des lentilles grossissantes découvertes sur l'île de Rhodes par une mission archéologique italienne dans les années 1920-1930 et réexaminées dans une étude de 2024 s'avèrent dater d'environ 750 avant J.-C. et paraissent bien avoir été conçues pour servir de loupes, ce qui en fait les plus anciennes loupes connues,.
La première mention indiscutable de l'objet dans un texte antique est une blague dans Les Nuées d'Aristophane (424 Av. JC) . On la trouve également dans l’Histoire naturelle de Pline l'Ancien, tandis que Sénèque mentionne qu'elle permet de lire,.
Il y a ensuite peu d'allusion à ces objets grossissant (« pierre à lire », « pierre de lecture » ou « pierre de béricle ») avant l'an mille, époque où Alhazen décrit dans son Traité d'optique la lentille convexe formant une image grossissante. Son travail est popularisé en Europe au XIIIe siècle et repris par divers auteurs, dont Roger Bacon.

## Loupe optique
Une loupe fonctionne sur le principe de la lentille convexe (un système convergent simple) : une image virtuelle agrandie d'un objet est créée en avant de la lentille. Pour cela, la distance entre la lentille et l'objet doit être plus courte que la distance focale de la lentille. Caractérisée par son grossissement, son grossissement commercial (pour un observateur à 0,25 m), sa lentille par sa puissance.
L'invention de la loupe est incertaine : par exemple le musée archéologique d'Héraklion, en Grèce, présente dans une vitrine d'objets du XVe siècle av. J.-C. quelques « cailloux » arrondis et soigneusement polis de verre, bien transparents, et à travers lesquels on voit parfaitement la trame très grossie de la toile sur laquelle ces « cailloux » sont posés.
Il existe plusieurs sortes de loupes différenciées par leurs montures :
- les loupes à manche, les plus courantes, qui se tiennent à la main, et permettent de grossir un détail difficile à distinguer à l'œil nu, ou à lire un texte écrit trop petit.
- les loupes compte-fils ou quart de pouce, qui peuvent se poser, et éliminent ainsi les tremblements. À l'origine, ces loupes étaient destinées à compter les fils d'un tissu et pour cela comportent un réticule gradué. Les photographes les utilisent pour contrôler le détail des négatifs ou des diapositives de petits formats, en technique argentique.
- les loupes oculaires se plaquant sur l'arcade même de l'œil par une monture de même forme, libérant la main de son maintien.
- les loupes de grand diamètre associées à un éclairage circulaire, accouplés sur un support articulé souvent de type pantographe, permettant de travailler des deux mains sur la pièce observée et sans ombre.
- les loupes à lentille de Fresnel en plastique moulé de l'épaisseur d'une feuille de papier fort et pas plus lourdes, facilement transportées avec les documents, facilitent la lecture.

Il existe des loupes pliantes, des loupes éclairantes, des loupes à support frontal, des loupes à support flexible, à pince, etc.

## Loupe numérique
Par extension, on appelle loupe numérique, des systèmes de vision industrielle utilisés en remplacement de la loupe classique. Pour des opérateurs utilisant continuellement des loupes à leur travail, comme les horlogers, mécanique de précision, contrôle qualité, le confort visuel est incomparable.
Les loupes numériques sont composées d'un système de vision et de divers éléments :
- caméra numérique de résolution variable (mais au maximum égale à la résolution de l'écran d'affichage), noir et blanc ou couleur ;
- objectif à grossissement fixe ou variable ;
- logiciel d'acquisition et d'affichage ;
- écran LCD pour affichage ;
- support rigide ou réglable, aimanté ou fixe.

Les loupes numériques sont largement utilisées pour supprimer la fatigue visuelle qui survient rapidement chez les opérateurs travaillant continuellement avec des loupes conventionnelles.

## Loupe binoculaire
L'instrument d'optique appelé couramment « loupe binoculaire » est en réalité un stéréomicroscope qui fournit une image tridimensionnelle de faible grossissement.

## Grossissement
Le grossissement commercial de la loupe est donné par la formule : {\displaystyle Gc={\frac {dm}{f'}}={\frac {1}{4f'}}={\frac {V}{4}}}
avec f' distance focale de la loupe en mètres, dm distance minimale de vision distincte dm=0,25 mètre et V la vergence.
Le grossissement commercial correspond à des conditions standard : objet vu sans la loupe à la distance de 25 cm, image (vue à travers la loupe, forcément) à l'infini. Mais avec une loupe constituée d'une seule lentille assimilée à une lentille mince, il est possible d'obtenir un grossissement supérieur au grossissement commercial. Il faut pour cela accommoder au maximum en observant l'image à travers la loupe et coller son œil à la loupe. Dans ce cas, l'image se trouve au punctum proximum (l'objet étant alors situé dans le plan conjugué de l'image, quelque part entre la lentille et son foyer objet), et le grossissement G est égal au grandissement transversal {\displaystyle \gamma _{t}}. On a alors (relation de Newton pour le grandissement), en notant O le centre optique de la loupe (quasiment confondu avec ses points principaux et la position de l’œil) et F' le foyer image de la loupe : {\displaystyle G=\gamma _{t}={\frac {\overline {F'A'}}{\overline {F'O}}}={\frac {{\overline {F'O}}+{\overline {OA'}}}{\overline {F'O}}}=1+{\frac {\overline {OA'}}{\overline {F'O}}}=1+{\frac {-dm}{-f'}}}, d'où {\displaystyle G=G_{c}+1}.